# Sofija Rusova
Sofija Fedorivna Rusova, all'anagrafe Sofija Lindfors-Rusova (in ucraino Софія Федорівна Русова?, in russo София Фёдоровна Русова?, Sofija Fëdorovna Rusova; Olešnia, 18 febbraio 1856 – Praga, 5 febbraio 1940), è stata una pedagoga, scrittrice, attivista politica e femminista ucraina, fondatrice e prima presidente del Consiglio nazionale delle donne ucraine.
Sofija Rusova è riconosciuta come un'importante pedagoga e una sostenitrice dell'educazione nazionale, ma le sue opere pedagogiche, memorie e diario sono diventate accessibili al grande pubblico in Ucraina solo qualche decennio fa. 

## Biografia
Sofija Lindfors-Rusova nacque nel piccolo villaggio di Olešnia, distretto di Ripky, regione di Černihiv, Ucraina, una parte dell'Impero russo in quel momento. Suo padre, Fedir Lindfors, era di origini svedesi e sua madre, Hanna Gervais, era di origine francese. Le lingue parlate correntemente nella famiglia Lindfors erano il russo e il francese. Rusova era una giovane quando morirono sua sorella di dieci anni, Natalja, e suo fratello di sei anni, Volodymyr. Alla morte della madre Hanna, che contrasse la tubercolosi e morì poco dopo, la sorella maggiore Marija, appena adolescente, dovette sostituire la madre. La famiglia si trasferì a Kiev quando Sofija aveva dieci anni e lì completò gli studi presso il Ginnasio Fundukleieїvs'ka.

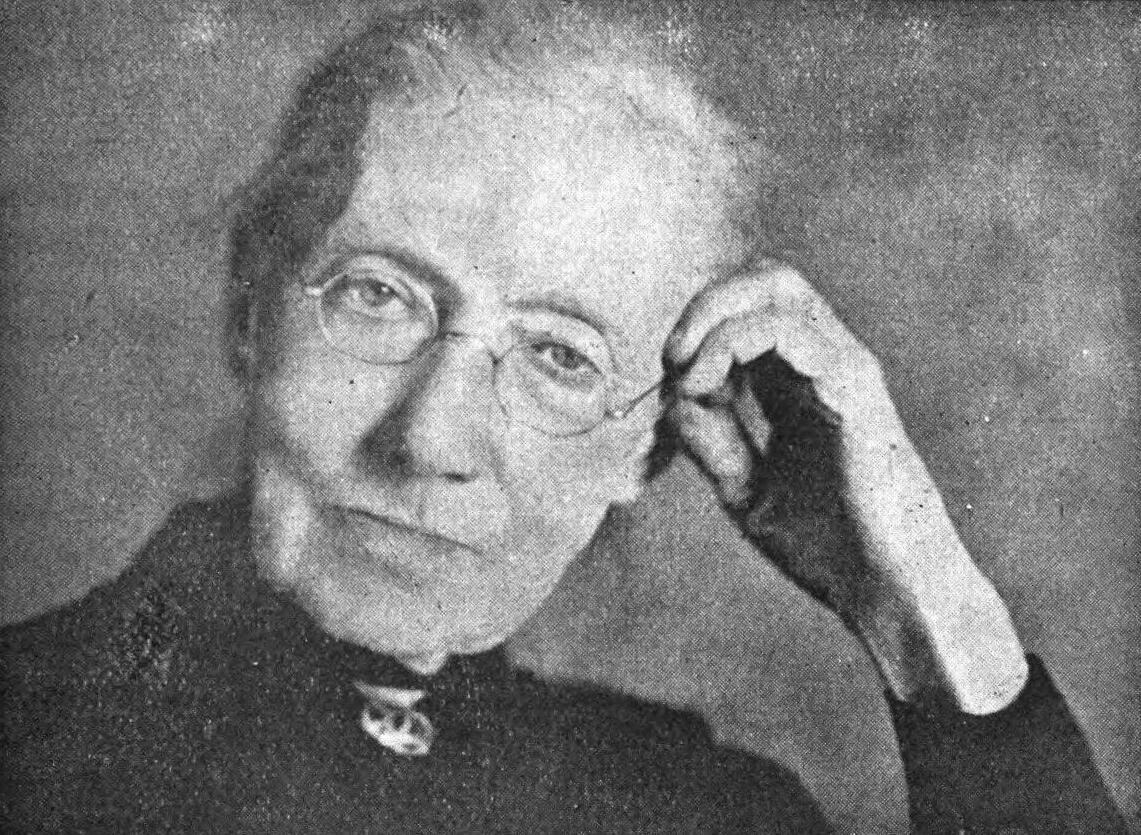
Sofja Rusova nel 1934

Nel 1871 il padre di Rusova morì, lasciando orfani Sofija, sua sorella Marija di 27 anni e il fratello di 31 anni Oleksandr. Poco dopo, le due sorelle si trasferirono in un piccolo appartamento per iniziare una nuova vita indipendente, la morte del padre aveva lasciato un grande vuoto nelle loro vite. Per seguire gli insegnamenti del padre, le due sorelle decisero di aprire un asilo. A quei tempi, gli asili nido erano inesistenti a Kiev. Riconoscendo la carenza, le suore iniziarono a studiare la varia metodologia dell'educazione della prima infanzia e nel 1872 Sofija e Maria Lindfors fondarono la prima scuola materna di Kiev. In quel periodo, Sofija iniziò a frequentare il circolo degli intellettuali ucraini "Vecchia Hromada" dove incontrò Oleksandr Rusov, statistico, etnografo e attivista ucraino, che sposò nel 1874.
Nel 1800 le istituzioni politiche e militari dell'Ucraina erano state smantellate dall'Impero russo. Gli ucraini sono stati etichettati come "piccoli russi" e trattati come subordinati, l'Ucraina ridotta ad uno stato provinciale. Alla fine del 1800 l'impero russo stava promosse un forte sentimento anti-ucraino, l'impero dello Zar Alessandro II emise un segreto l'ukaz di Ems che vietava l'uso della lingua ucraina nella stampa. L'intellighenzia ucraina invece era determinata a pubblicare il completo Kobzar di Taras Ševčenko in due volumi, comprese le parti del testo che erano state censurate e praticamente sconosciute in Ucraina. Il compito pericoloso e prestigioso venne delegato a Sofija Rusova e suo marito. La coppia trascorse del tempo a Praga preparando il testo per la pubblicazione. Fedir Vovk, un noto antropologo e archeologo, fornì i manoscritti di Ševčenko che aveva acquistato dai fratelli Ševčenko con denaro donato da ricchi ucraini. A grande rischio personale, la coppia riportò il Kobzar completo e pubblicato in Ucraina.
La coppia Rusov fu esiliata a San Pietroburgo, in Russia più di una volta per la sua attività civile e politica. Rusova fu arrestata e imprigionata in diverse occasioni per le sue opinioni e la sua scrittura considerati "rivoluzionari". Nel 1917 divenne membro del centro ucraino di Rada. Prestò inoltre servizio nel Dipartimento di educazione prescolare e per adulti del Ministero della Pubblica Istruzione. Era professoressa di educazione all'Istituto pedagogico Froebel di Kiev prima della prima guerra mondiale e all'Università nazionale Kam"janec'-Podil's'kyj dopo la guerra. Rusova fu fondatrice e prima presidente del Consiglio nazionale delle donne ucraine, rappresentante delle donne ucraine in diverse conferenze internazionali sulle donne
Rusova ha promosso gli asilo nido, l'educazione permanente, i diritti umani e l'organizzazione politica dei contadini. Fuggita dall'Ucraina sovietica nel 1922, si è stabilita a Praga, dove ha insegnato all'Istituto pedagogico superiore ucraino tra il 1924 e il 1939. È morta a Praga all'età di 84 anni ed è stata sepolta nel cimitero di Olšany.

## Opere (parziale)
- (UK) Moi spohady, Leopoli, 1937.

## Omaggi
- Nel 2016 una moneta commemorativa è stata emessa in Ucraina per il 160º anniversario della nascita di Sofija Rusova.[8]
- Un monumento in suo onore è stato collocato sul terreno della scuola nella città di Ripky.
- La scuola Sofija Rusova di Olešnia, dove lei nacque, ospita un modesto museo e dei laboratori accademici dedicati a Rusova.[9]